# Tissu érectile
Les tissus érectiles sont des tissus augmentant de volume et de dureté en se remplissant de sang,. Cependant il existe chez l'être humain des organes sans tissus érectiles qui peuvent se gorger de sang (comme les petites lèvres, le vagin ou l'urètre), souvent durant l'excitation sexuelle.

## Tissus érectiles dans le clitoris et le pénis

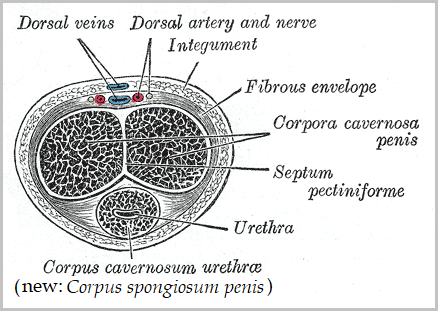
Coupe du pénis montrant les deux corps caverneux à la partie supérieure et le corps spongieux entourant l'urètre en dessous.

Les tissus érectiles sont présents dans le corps caverneux du pénis ou dans le clitoris. Durant l'érection le corps caverneux se remplit de sang. Le corps spongieux est une structure tubulaire située au-dessous du corps caverneux qui peut également se gorger de sang.

## Autres tissus érectiles
Des tissus érectiles sont également présents dans le nez (cornets nasaux), les oreilles, le urethral sponge (en) et le perineal sponge (en). La turgescence du mamelon n'est pas due à un tissu érectile mais à la contraction d'un muscle lisse sous le contrôle du système nerveux autonome.